# گری گلیتر
گری گلیتر (انگلیسی: Gary Glitter؛ زادهٔ ۸ مهٔ ۱۹۴۴) ، خواننده-ترانه‌پرداز، و موسیقی‌دان اهل بریتانیا است. وی بین سال‌های ۱۹۶۰ تا ۱۹۹۷ میلادی فعالیت می‌کرد.